# Второе управление телерадиовещания
Второе управление телерадиовещания (ивр. הרשות השנייה לטלוויזיה ולרדיו‎) — израильская государственная корпорация телерадиовещания, отвечающая за обеспечение вещания и надзор за коммерческими каналами радио и телевидения, созданная в результате закона, принятого Кнессетом в 1990 году.
Помимо проведения тендеров и выбора операторов коммерческого телерадиовещания, управление регулирует и контролирует коммерческие трансляции, гарантируя, что определенный процент контента трансляции производится на местном уровне.
Управление начало функционировать 1 сентября 1991 года. Начиная с 2008 года, управление также отвечает за вещание цифрового наземного общедоступного телевидения (Idan +).
Управление возглавляет общественный совет. Совет устанавливает полномочия политики и назначает Генеральный директор управления. Кроме того, управление отвечает за тендеры и гранты на франшизы в сфере развлечений. Управление является корпорацией и расположено в основном в Иерусалиме.

## История
В 1990 году Кнессет принял закон, регулирующий деятельность коммерческих телевизионных каналов и деятельность региональных радиостанций. Закон был реализован только 1 сентября 1991 года. Задержки с введением в действие закона происходили из политических споров в правительстве и борьбы за контроль над главным органом телерадиовещания.

## Структура
Второе управление телерадиовещания возглавляет Совет Управления, которому поручено поддерживать общественный интерес к коммерческим радио- и телевизионным передачам, предоставляемым лицензированными станциями, принадлежащими компаниям частного сектора и управляемыми ими. 
Совет управления по закону назначается правительством и министром связи сроком на четыре года. В состав совета входят 15 членов, один из которых назначается правительством в качестве председателя. В состав совета входят общественные деятели с «соответствующим культурным прошлым, опытом и знаниями ... и пониманием социальной ситуации в Израиле». Его основная функция заключается в определении руководящих принципов власти и надзоре за ними. Среди прочего, Совет утверждает бюджет Управления и устанавливает правила по надзору за концессионерами.